# Citicar
Citicar – elektryczny mikrosamochód produkowany przez amerykańskie przedsiębiorstwo Sebring-Vanguard w latach 1974 – 1977 oraz przez Commuter Vehicles jako Comuta-Car w latach 1979–1981.

## Historia i opis modelu

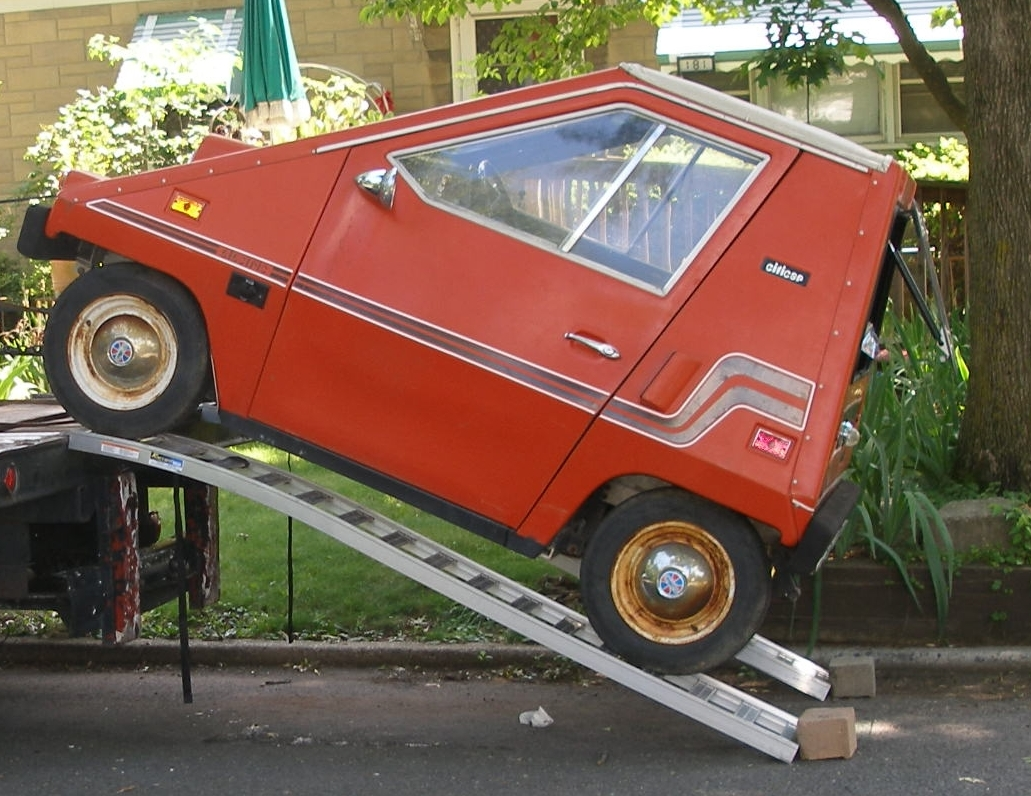
Citicar - sylwetka

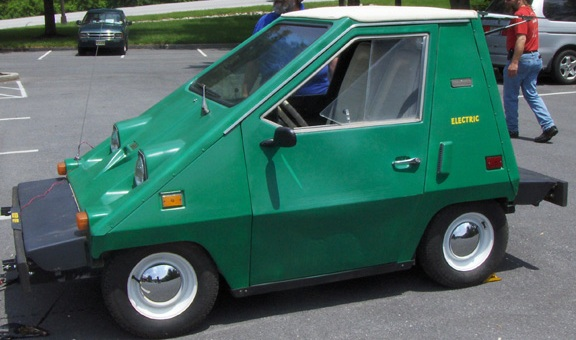
Comuta-Car

Pomysł na niewielki, miejski mikrosamochód o napędzie elektrycznym powstał na początku lat 70. XX wieku w okresie kryzysu paliwowego w Stanach Zjednoczonych. Bob Beaumont, były dealer samochodów Chryslera, zdecydował się zainwestować w opracowanie autorskiej koncepcji pojazdu w ramach swojego przedsiębiorstwa Sebring-Vanguard, której rezultatem był przedstawiony w 1974 roku Citicar.
Samochód przyjął awangardową postać trzydrzwiowego hatchbacka z jednobryłową, wielokształtną sylwetką wyróżniającą się opadającą pod dużym kątem szybą czołową, wąsko rozstawionymi reflektorami i dwumiejscową kabiną pasażerską. Dla dostosowania do zmiennych warunków atmosferycznych, Citicar wyposażony był system ogrzewania, odmrażania i chłodzenia kabiny pasażerskiej.

### Zmiana nazwy
Po tym, jak po 3 latach produkcji Citicara przedsiębiorstwo Sebring-Vanguard ogłosiło bankructwo i zakończyło działalność, w 1978 roku prawa do jego dalszej produkcji zdecydowano się sprzedać. Ostatecznie jeszcze w tym samym roku nabyła je inna firma z Florydy, powstałe w międzyczasie Commuter Vehicles.
Nowy właściciel praw do produkcji mikrosamochodu dokonał tego pod nową, własną nazwą Comuta-Car, wzbogacając gamę także o dostawczego Comuta-Van, produkując go między 1979 a 1981 rokiem. Pod kątem wizualnym samochód wyróżniły masywne zderzaki, które zamontowano w celach dostosowania się do nowych norm bezpieczeństwa.

### Sprzedaż
Podczas dwóch cyklów produkcji, które trwały odpowiednio 3 oraz 2 lata, Citicar oraz Comuta-Car powstały łącznie w liczbie ok. 4000 sztuk. Wynik ten uplasował ten niewielki samochód jako najpopularniejszy samochód elektryczny w historii XX wieku, a jego wynik w przebiła dopiero Tesla Model S w 2012 roku.

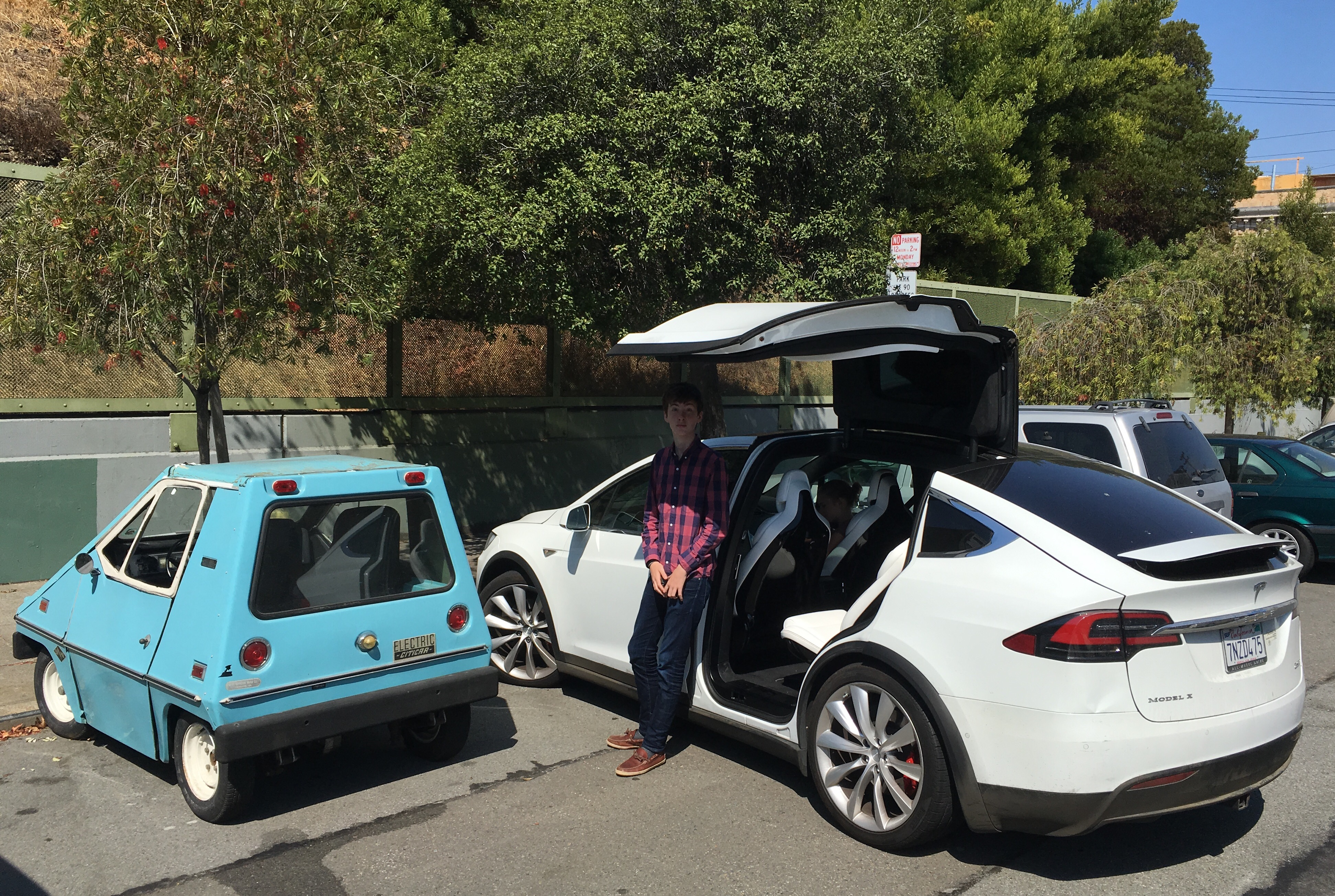
Citicar przy Tesli Model X

### Dane techniczne
Citicar był pojazdem przystosowanym do poruszania się w niskich prędkościach po typowo miejskich obszarach. Samochód napędzany był silnikiem o mocy 5 KM, który pozwalał się rozpędzić do ok. 64 km/h. Zasięg pojazdu na jednym ładowaniu wynosił z kolei w zależności od warunków od 60 do 80 kilometrów.